# Volea-Homulețka, Jovkva
Volea-Homulețka (în ucraineană Воля-Гомулецька) este un sat în comuna Hreada din raionul Jovkva, regiunea Liov, Ucraina.

## Demografie
Componența lingvistică a localității Volea-Homulețka
     Ucraineană (99,26%)
     Alte limbi (0,74%)
Conform recensământului din 2001, majoritatea populației localității Volea-Homulețka era vorbitoare de ucraineană (99,26%), existând în minoritate și vorbitori de alte limbi.